# Какапо
Какапо (Strigops habroptilus, маор. kākāpō) — нелітаючий папуга, єдиний представник роду.
Є єдиним папугою, який не вміє літати (у нього є крила, але мускулатура, що приводить їх в рух, практично атрофувалися в результаті еволюційного процесу на ізольованих островах). Вчені пов'язують нездатність до польоту, як адаптацію до практично повної відсутності хижаків у природному середовищі існування. Також ці нелітаючі птахи, можливо, можуть бути зараховані до птахів із найбільшою тривалістю життя, оскільки їх середня тривалість життя становить 95 років.

## Зовнішній вигляд
Какапо є найбільшим папугою у світі. Вага самців досягає 4 кг, що трохи менше ваги глушця. Совиний папуга видає дуже сильний, і за словами очевидців, приємний запах. Зважаючи на розвиненість нюху, він можливо служить для подачі сигналу один одному про присутність.
Оперення какапо має захисний колір. Верхня його частина жовтувато-зелена, з чорними або темно-коричневими цятками, що забезпечує прекрасне маскування в моховому підліску і траві. Нижня частина тіла помітно світліша, пір'я тут жовтувате, з невеликими блідо-зеленими вкрапленнями. Перо какапо м'яке, оскільки воно втратило жорсткість і міцність, яка необхідна пір'ям літаючих птахів.
Ще однією відмінною рисою цього папуги є наявність лицевого диску як у сов, завдяки чому перші європейські поселенці називали какапо не інакше, як совиним папугою.
Дзьоб у какапо потужний і гачкуватий кольору слонової кістки оточений пучками тонких «вібрисів», за допомогою яких птах орієнтується в темряві. Типова поза пересування какапо — уткнувшись обличчям в землю.
Лапи у папуги вкриті лусками, з чотирма пальцями, два з яких обернені вперед, а два назад. Хвіст часто здається пошарпаним через те, що постійно волочиться по землі.

## Спосіб життя
Більшу частину життя какапо проводить на землі. Головною причиною їх майже повного вимирання стали завезені на острови європейцями хижаки — щури, що поїдають пташенят і кладки, і куниці, що полюють на дорослих особин. Повільна швидкість відтворення також внесла свою лепту в процес зникнення птахів.

## Поширення

Історичне поширення какапо.
Максимальне поширення з 1840 року
Викопні свідоцтва проживання

До появи людини какапо були поширені на усіх основних островах Нової Зеландії на місцевостях, порослих деревами та чагарниками. У зв'язку з полюванням, вирубкою лісів та завезенням інвазивних видів хижаків (ласка) кількість птахів почала стрімко зменшуватися. У середині 1970-х років вид вважався вимерлим, аж поки у 1977 році група дослідників не знайшла невелику популяцію на острові Стюарта. У 1995 році кількість особин у популяції скоротилася до 51, у зв'язку  з чим було розпочато програму з відновлення какапо. Програма приносить певний успіх і станом на початок 2019 року у світі нараховувалося вже 147 особин.

## Розмноження
Однак не тільки зовнішній вигляд і звички роблять какапо особливим птахом. Не менш цікавий його шлюбний ритуал. Оскільки особини більшу частину ведуть поодинокий спосіб життя, в період розмноження самцям потрібно привернути увагу самиці. Для цього вони використовують гучний, низькочастотний звук, що видається за допомогою спеціального горлового мішка. Щоб звук краще розповсюджувався довкола, самець викопує в землі поглиблення чашоподібної форми близько 10 см глибиною, яке використовується як резонатор.
Кожен самець какапо намагається зробити кілька таких резонаторів у найкращих місцях — на пагорбах і височинах. На цьому ґрунті у опонентів нерідко зав'язуються бійки, де як аргументи використовуються дзьоб і кігті, а супроводжується бійка гучними криками.
Протягом трьох-чотирьох місяців самець щоночі витрачає по 8 годин, перебігаючи від лунки до лунки і, видаючи крики, які чутно в радіусі до 5 км. За цей час він може втратити до половини маси тіла.
Почувши заклик самця, самиці какапо інколи доводиться пройти кілька кілометрів щоб дістатися до обранця. Після недовгих залицянь відбувається парування, після якого самиця покидає самця. Папуга продовжує токувати, привертаючи увагу інших партнерок.
Гніздо влаштовується на землі під корінням дерев або ж у їх порожнистих стовбурах. Кладка може складатися максимум з трьох яєць, насиджування яких триває близько 30 днів. Примітно, що цикл розмноження у какапо нерегулярний, і багато в чому залежить від кількості їжі.
Пухнасті сірі пташенята знаходяться під опікою матері майже рік, поки не зможуть вести самостійне життя. Статевої зрілості птахи досягають не раніше ніж на 5-6 році життя.

## Живлення
Живиться какапо різноманітним насінням, плодами, пилком і частинами рослин. Улюбленими його ласощами є плоди дерева Ріму.

## Збереження

Какапо захищені законом у Новій Зеландії. Усі особини радіовідстежуються протягом року. Проведено дослідження щодо впливу додаткового годування, і рівня вітаміну D на успіх спроб відтворення. Протягом сезонів розмноження кожне гніздо контролюється за допомогою інфрачервоних відеокамер. Методи вирощування пташенят вручну вдосконалюються. Таким чином вдається покращити генетичне різноманіття решти популяції. Відбулися випробування методів штучного запліднення. На усіх островах, на яких зараз перебуває какапо, були знищені інвазивні види (горностай, посум, пацюк, кіт). Моделювання відповідного середовища існування дозволило визначити місця для потенційних реінтродукцій у майбутньому.

## Галерея

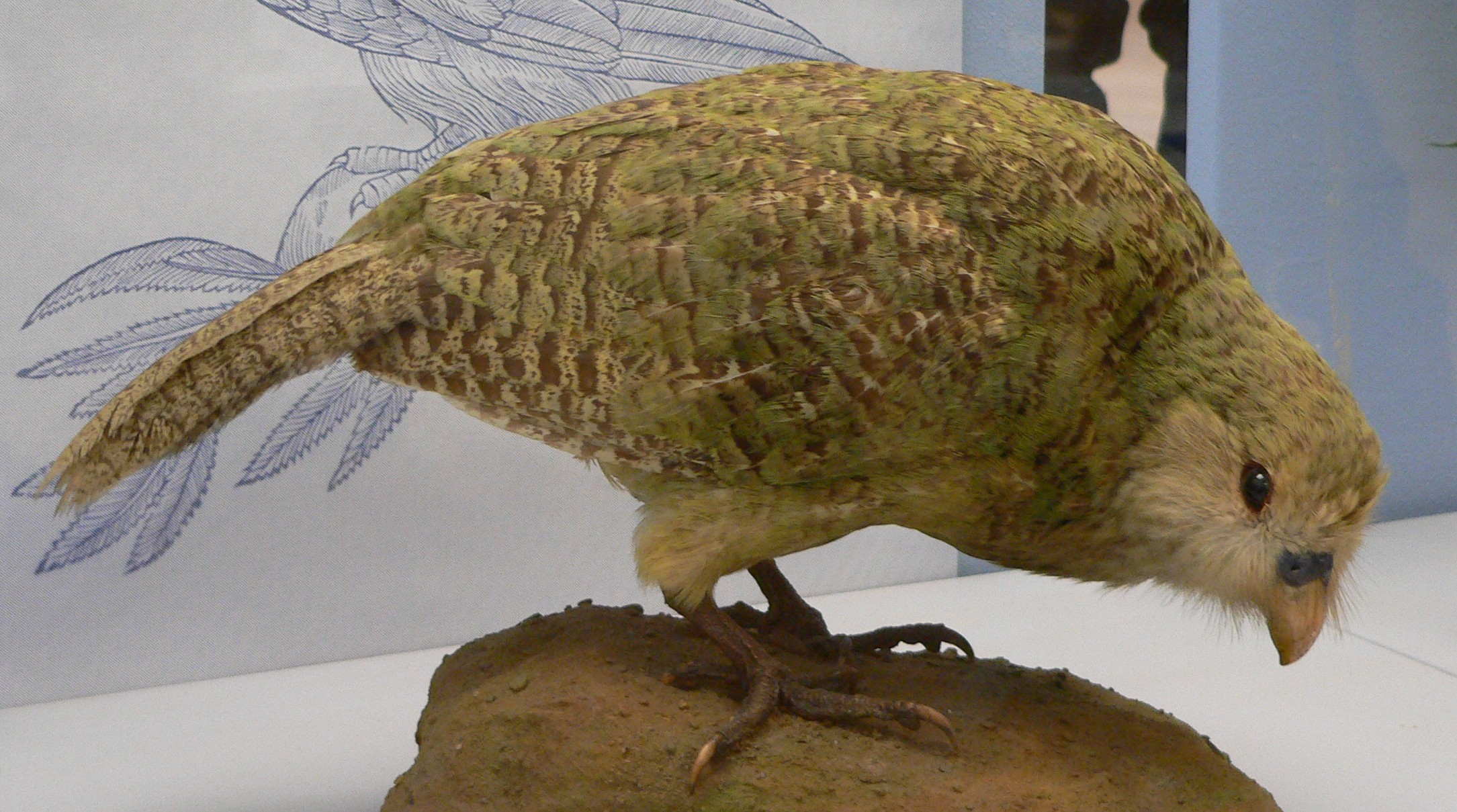
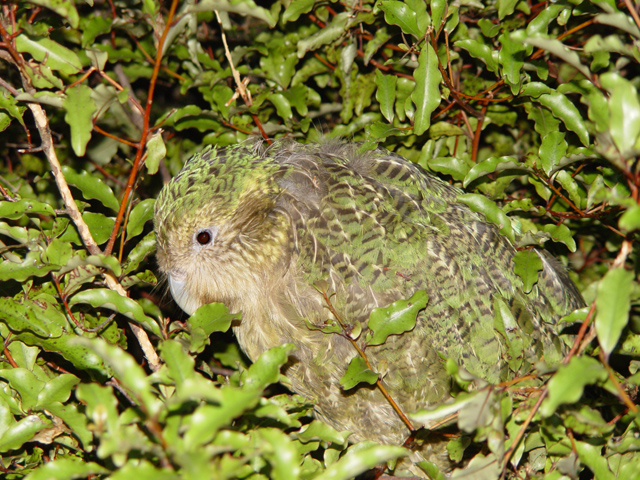
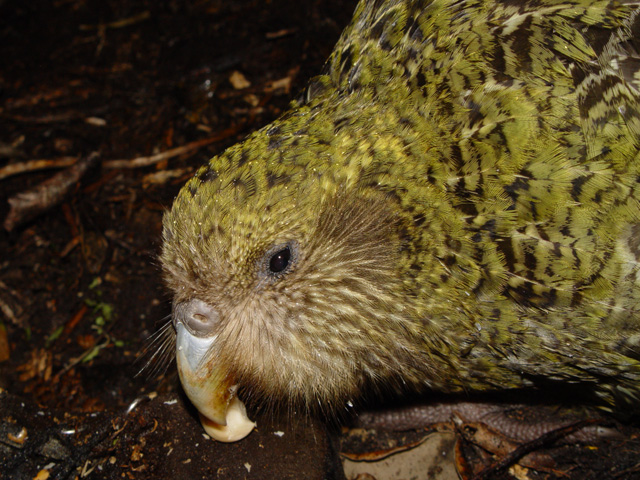